# Cerdeira (Arganil)
Cerdeira ist ein Ort und eine ehemalige Gemeinde in Portugal.

## Verwaltung
Cerdeira war Sitz einer gleichnamigen Gemeinde (Freguesia) im Kreis (Concelho) von Arganil im Distrikt Coimbra. In der Gemeinde lebten 327 Einwohner auf einer Fläche von 5,50 km² (Stand 30. Juni 2011).
Folgende Orte liegen im Gebiet der ehemaligen Gemeinde:
- Cerdeira
- Portela
- Quinta da Fonte de Pipa
- Tinte

Im Zuge der Gebietsreform vom 29. September 2013 wurden die Gemeinden Cerdeira und Moura da Serra zur neuen Gemeinde União das Freguesias de Cerdeira e Moura da Serra zusammengefasst. Cerdeira ist Sitz dieser neu gebildeten Gemeinde.